# Ptilodon flavistigma
Ptilodon flavistigma är en fjärilsart som beskrevs av Moore 1879. Ptilodon flavistigma ingår i släktet Ptilodon och familjen tandspinnare. Inga underarter finns listade.